# Deiwelselter

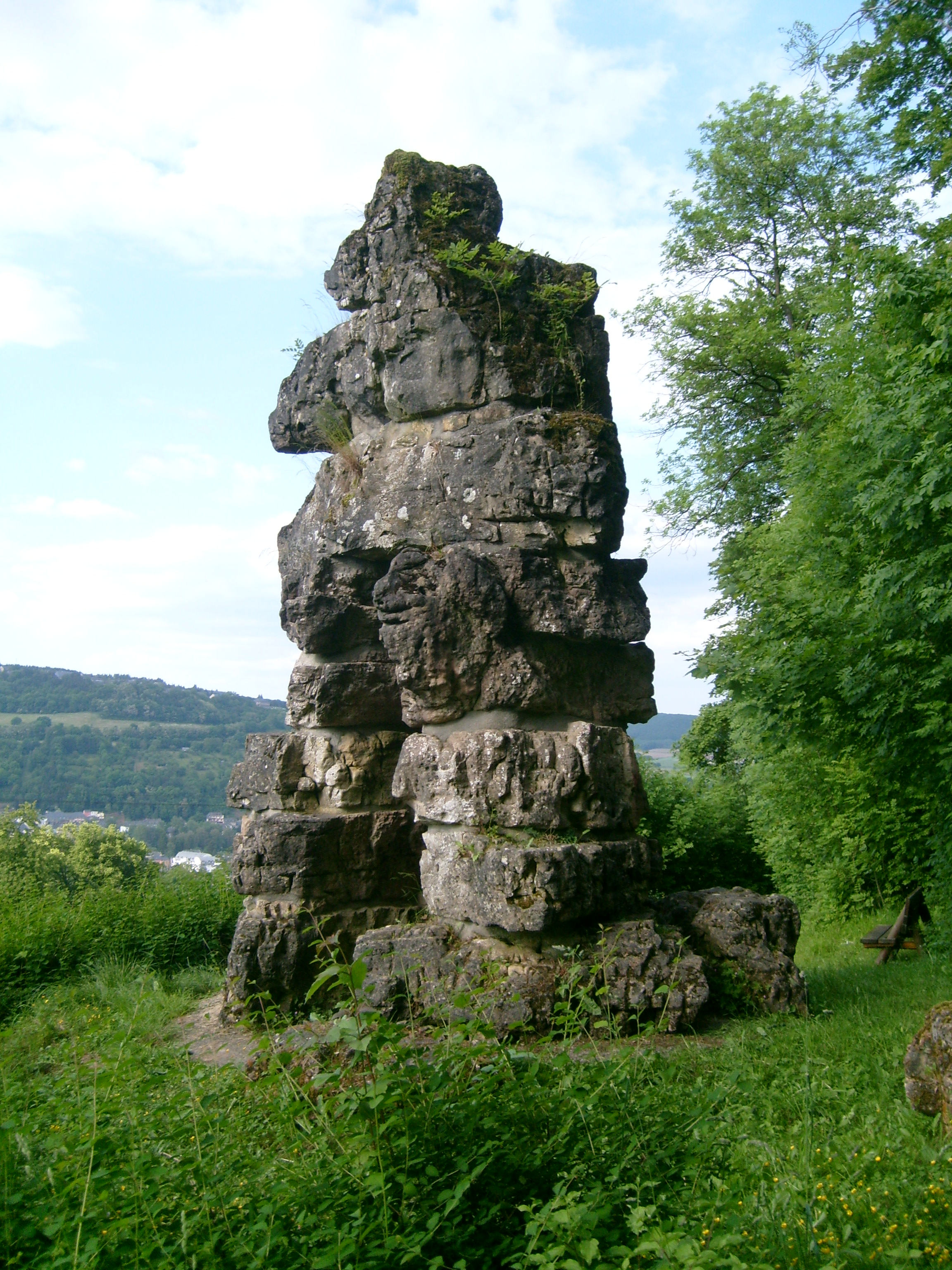
Deiwelselter

Der Deiwelselter (deutsch Teufelsaltar; französisch Autel du diable) ist ein 1892 aus den Steinen eines 1815 zerstörten Dolmens errichteter etwa 7,0 m hoher megalithischer Torbogen, südlich oberhalb von Diekirch in Luxemburg.
Eine Studie datiert den Dolmen auf etwa 2000 v. Chr.